# Strongylosoma nitidum
Strongylosoma nitidum är en mångfotingart som beskrevs av Henri W. Brölemann 1901. Strongylosoma nitidum ingår i släktet Strongylosoma och familjen orangeridubbelfotingar. Inga underarter finns listade i Catalogue of Life.